# Olympische Sommerspiele 1960/Teilnehmer (Indien)
| Gelbes Symbol für Goldmedaillen mit stilisierten Olympischen Ringen | Graues Symbol für Silbermedaillen mit stilisierten Olympischen Ringen | Braundes Symbol für Bronzemedaillen mit stilisierten Olympischen Ringen |
| ------------------------------------------------------------------- | --------------------------------------------------------------------- | ----------------------------------------------------------------------- |
| —                                                                   | 1                                                                     | —                                                                       |

Indien nahm an den Olympischen Sommerspielen 1960 in der italienischen Hauptstadt Rom mit einer Delegation von 45 männlichen Sportlern an zwanzig Wettbewerben in sechs Sportarten teil.
Es konnte eine Medaille (Silber) gewonnen werden. Jüngster Athlet war der Hockeyspieler Joginder Singh (20 Jahre und 24 Tage), ältester Athlet war der Sportschütze Paul Cheema Singh (39 Jahre und 348 Tage). Es war die zehnte Teilnahme an Olympischen Sommerspielen für das Land.

## Medaillen
Mit einer gewonnenen Silbermedaille belegte das indische Team Platz 32 im Medaillenspiegel.

### Silber
| Joseph Antic, Leslie Claudius, Mohinder Lal, Shankar Laxman, John Peter, Govind Sawant, Jaman Lal Sharma, Charanjit Singh, Jaswant Singh, Joginder Singh, Raghbir Singh Bhola, Prithipal Singh und Udham Singh | Hockey | Herren |

## Teilnehmer nach Sportarten

### Fußball
- Ergebnisse
Gruppenphase: Gruppe vier, ein Punkt, 3:6 Tore, Rang vier, nicht für das Halbfinale qualifiziert
1:2-Niederlage gegen Ungarn
Torschützen: Tulsidas Balaram
1:1-Unentschieden gegen Frankreich
Torschützen: Pradip Kumar Banerjee
1:3-Niederlage gegen Peru
Torschützen: Tulsidas Balaram
Rang 15
- Kader
Tulsidas Balaram
Pradip Kumar Banerjee
O. Chandrasekhar
Subimal Goswami
Dharmalingam Kannan
Mariappa Kempaiah
Youssef Khan
Sheikh Abdul Latif
Bahadur Chettri Ram
Dhillon Singh Jarnail
Simon Sunder Raj
Peter Thangaraj

### Gewichtheben
- Laxmi Kanta Das
  - Federgewicht

Finale: 315,0 kg, Rang zwölf
Militärpresse: 90,0 kg, Rang 17
Reißen: 95,0 kg, Rang 13
Stoßen: 130,0 kg, Rang acht

### Hockey
- Ergebnisse
Gruppenphase: Gruppe A, sechs Punkte, 17:1 Tore, für das Viertelfinale qualifiziert
10:0-Sieg gegen Dänemark
Torschützen: Raghbir Singh Bhola (3×), Prithipal Singh (3×), John Peter, Jaswant Singh
4:1-Sieg gegen die Niederlande
Torschützen: Prithipal Singh (2×), Jaswant Singh, Raghbir Singh Bhola
3:0-Sieg gegen Neuseeland
Torschützen: John Peter, Jaswant Singh, Raghbir Singh Bhola
Viertelfinale: 1:0-Sieg gegen Australien
Torschützen: Singh Bhola
Halbfinale: 1:0-Sieg gegen Großbritannien
Torschützen: Udham Singh
Finale: 0:1-Niederlage gegen Pakistan
Rang zwei
- Kader
Joseph Antic
Leslie Claudius
Mohinder Lal
Shankar Laxman
John Peter
Govind Sawant
Jaman Lal Sharma
Charanjit Singh
Jaswant Singh
Joginder Singh
Raghbir Singh Bhola
Prithipal Singh
Udham Singh

### Leichtathletik
- Ranjit Bhatia
  - 5000 Meter Lauf

Runde eins: ausgeschieden in Lauf zwei (Rang elf), 15:06,6 Minuten
  - Marathon

Finale: 2:57:06,0 Stunden, Rang 60

- Lal Chand
  - Marathon

Finale: 2:32:13,0 Stunden, Rang 40

- Raj Joshi Tilak
  - 100 Meter Lauf

Runde eins: ausgeschieden in Lauf eins (Rang sieben), 11,3 Sekunden (handgestoppt), 11,43 Sekunden (automatisch gestoppt)

- B. V. Satyanarayan
  - Weitsprung

Qualifikationsrunde: Gruppe A, 7,08 Meter, Rang acht, Gesamtrang 30, nicht für das Finale qualifiziert
Versuch eins: 6,95 Meter
Versuch zwei: 7,08 Meter
Versuch drei: ungültig

- Gurbachan Singh Randhawa
  - Hochsprung

Qualifikationsrunde: 1,90 Meter, Rang 29, nicht für das Finale qualifiziert
1,90 Meter: gültig, zwei Fehlversuche
1,95 Meter: ungültig, drei Fehlversuche

- - Zehnkampf

Finale: Wettkampf nicht beendet (DNF)
100 Meter Lauf: 707 Punkte, 11,6 Sekunden (handgestoppt), 11,78 Sekunden (automatisch gestoppt), Rang 22
Weitsprung: 746 Punkte, 6,87 Meter, Rang 17
Kugelstoßen: 528 Punkte, 11,35 Meter, Rang 26
Hochsprung: 900 Punkte, 1,90 Meter, Rang eins
400 Meter Lauf: 702 Punkte, 52,0 Sekunden, Rang 20
110 Meter Hürden: 523 Punkte, 16,4 Sekunden (handgestoppt), 16,55 Sekunden (automatisch gestoppt), Rang 19

- Ajit Singh
  - 20 Kilometer Gehen

Finale: disqualifiziert
  - 50 Kilometer Gehen

Finale: 4:47:28,4 Stunden, Rang 15

- Jagmal Singh
  - Marathon

Finale: 2:35:01,0 Stunden, Rang 45

- Jagmohan Singh
  - 110 Meter Hürden

Runde eins: ausgeschieden in Lauf fünf (Rang fünf), 15,2 Sekunden (handgestoppt), 15,34 Sekunden (automatisch gestoppt)

- Milkha Singh
  - 400 Meter Lauf

Runde eins: in Lauf sechs (Rang zwei) für das Viertelfinale qualifiziert, 47,6 Sekunden (handgestoppt), 47,72 Sekunden (automatisch gestoppt)
Viertelfinale: in Lauf eins (Rang zwei) für das Halbfinale qualifiziert, 46,5 Sekunden (handgestoppt), 46,71 Sekunden (automatisch gestoppt)
Halbfinale: in Lauf eins (Rang zwei) für das Finale qualifiziert, 45,9 Sekunden (handgestoppt), 46,08 Sekunden (automatisch gestoppt)
Finale: 45,6 Sekunden (handgestoppt), 45,73 Sekunden (automatisch gestoppt), Rang vier

- Virsa Singh
  - Weitsprung

Qualifikationsrunde: Gruppe B, 6,70 Meter, Rang 14, Gesamtrang 44, nicht für das Finale qualifiziert
Versuch eins: 6,60 Meter
Versuch zwei: 6,70 Meter
Versuch drei: 6,68 Meter

- Zora Singh
  - 20 Kilometer Gehen

Finale: 1:43:19,8 Stunden, Rang 20
  - 50 Kilometer Gehen

Finale: 4:37:44,6 Stunden, Rang acht

### Ringen
Freistil
- Udey Chand
  - Weltergewicht

Rang 14, ausgeschieden nach Runde drei mit acht Minuspunkten
Runde eins: Punktsieg gegen Joe Feeney aus Irland, ein Minuspunkt
Runde zwei: Punktniederlage gegen Wachtang Balawadse aus der Sowjetunion, vier Minuspunkt
Runde drei: Schulterniederlage gegen İsmail Oğan aus der Türkei, acht Minuspunkt

- Parkash Gian
  - Leichtgewicht

Rang 15, ausgeschieden nach Runde drei mit sieben Minuspunkten
Runde eins: Punktniederlage gegen Shelby Wilson aus den Vereinigten Staaten von Amerika, drei Minuspunkte
Runde zwei: Punktsieg gegen José Yáñez aus Kuba, vier Minuspunkte
Runde drei: Niederlage nach Punkten gegen Martti Peltoniemi aus Finnland, sieben Minuspunkte

- Sunder Shiam
  - Federgewicht

Rang 25, ausgeschieden nach Runde eins mit vier Minuspunkten
Runde eins: Schulterniederlage gegen Joseph Mewis aus Belgien, vier Minuspunkte

- Madho Singh
  - Mittelgewicht

Rang fünf, ausgeschieden nach Runde vier mit sechs Minuspunkten
Runde eins: Schultersieg gegen Alan Butts aus Großbritannien, null Minuspunkte
Runde zwei: Schultersieg gegen Germano Caraffini aus Italien, null Minuspunkte
Runde drei: Punktniederlage gegen Hans Antonsson aus Schweden, drei Minuspunkte
Runde vier: Niederlage nach Punkten gegen Giorgi Schirtladse aus der Sowjetunion, sechs Minuspunkte

- Sajan Singh
  - Halbschwergewicht

Rang sieben, ausgeschieden nach Runde vier mit acht Minuspunkten
Runde eins: Punktsieg gegen Antonio Marcucci aus Italien, ein Minuspunkt
Runde zwei: Schultersieg gegen Dieter Rauchbach aus Deutschland, ein Minuspunkt
Runde drei: Schulterniederlage gegen György Gurics aus Ungarn, fünf Minuspunkte
Runde vier: Punktniederlage gegen Viking Palm aus Schweden, acht Minuspunkte

### Schießen
- Paul Cheema Singh
  - Schnellfeuerpistole

Finale: 434 Punkte, Rang 57
Runde eins: 200 Punkte, Rang 57
Runde zwei: 234 Punkte, Rang 57

- Sen Keshav
  - Tontaubenschießen

Qualifikation: ohne Wertung ausgeschieden

- Karni Singh
  - Tontaubenschießen

Qualifikation: 89 Punkte, Rang 17
Finale: 183 Punkte, Rang acht